# Raoul Bova

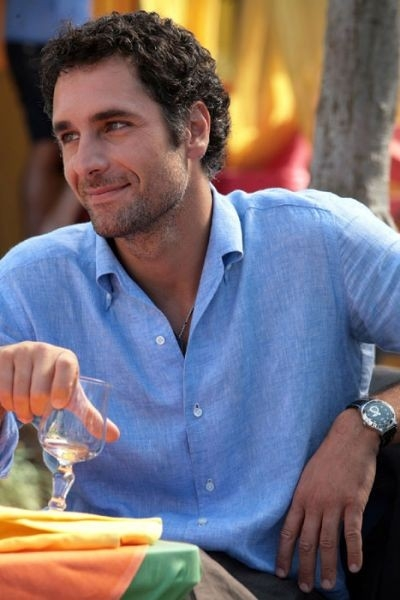
Raoul Bova

Raoul Bova (Rome, 14 augustus 1971) is een Italiaans acteur.
Bova was een nationaal zwemkampioen maar koos voor een carrière als acteur. Hij speelde in zijn beginjaren onder andere in het zevende seizoen van de televisieserie La piovra, waarna hij ook in de twee gelijknamige televisiefilms een rol speelde. Naast Italiaanse films verscheen hij ook in Amerikaanse films, waarvan Avenging Angelo (2002) zijn debuut was. In 2003 was hij een van de tegenspelers van Diane Lane in Under the Tuscan Sun.

## Films
- All Roads Lead to Rome, regie Ella Lemhagen (2015)
- Quando eravamo repressi, regie Pino Quartullo (1992)
- Mutande pazze, regie Roberto D'Agostino (1992)
- Cominciò tutto per caso, regie Umberto Marino (1993)
- Piccolo grande amore, regie Carlo Vanzina (1993)
- Palermo Milano solo andata, regie Claudio Fragasso (1995)
- La lupa, regie Gabriele Lavia (1996)
- Il sindaco, regie Ugo Fabrizio Giordani (1996)
- Ninfa plebea, regie Lina Wertmüller (1996)
- La frontiera, regie Franco Giraldi (1996)
- Coppia omicida, regie Claudio Fragasso (1998)
- Rewind, regie Sergio Gobbi (1998)
- Terra bruciata, regie Fabio Segatori (1999)
- I cavalieri che fecero l'impresa, regie Pupi Avati (2001)
- Avenging Angelo - Vendicando Angelo (Avenging Angelo), regie Martyn Burke (2002)
- Under the Tuscan Sun, regie Audrey Wells (2003)
- La finestra di fronte, regie Ferzan Ozpetek (2003)
- Alien vs. Predator, regie Paul W.S. Anderson (2004)
- La fiamma sul ghiaccio, regie Umberto Marino (2005)
- Stasera lo faccio, regie Alessio Gelsini Torresi (2005)
- Io, l'altro, regie Mohsen Melliti (2007)
- Milano-Palermo: il ritorno, regie Claudio Fragasso (2007)
- Scusa ma ti chiamo amore, regie Federico Moccia (2008)
- Aspettando il sole, regie Ago Panini (2008)
- Ti stramo, regie Pino Insegno (2008)
- Sbirri, regie Roberto Burchielli (2009)
- 15 Secondi, regie Gianluca Petrazzi (2009)
- Baaria, regie Giuseppe Tornatore (2009)
- Liolà, regie Gabriele Lavia (2009)
- La bella società, regie Gian Paolo Cugno (2009)
- Scusa ma ti voglio sposare, regie Federico Moccia (2010)
- The Tourist, regie Florian Henckel von Donnersmarck (2010)
- Scusate se esisto! (2014), hoofdrol

## Televisieseries
- La Reina del Sur, Francesco Belmondo (2019)
- Medici, paus Sixtus IV (2018)
- La piovra, Gianni Breda (1995)

- Bibsys: 5019660
- Biblioteca Nacional de España: XX1297350
- Bibliothèque nationale de France: cb141583073 (data)
- Gemeinsame Normdatei: 1028843852
- International Standard Name Identifier: 0000 0000 7823 4836
- Library of Congress Control Number: nr99004622
- MusicBrainz: be1a0016-abb4-471d-bebc-9ee7c13b6bc8
- Nationale Bibliotheek van Tsjechië: xx0152789
- Nationale Bibliotheek van Israël: 987007348175705171
- Nederlandse Thesaurus van Auteursnamen: 387146164
- Istituto Centrale per il Catalogo Unico: UBOV484738
- Système universitaire de documentation: 139286292
- Virtual International Authority File: 24518988
- WorldCat: E39PBJk4FtF4pyK97yH79cdYT3